# Variabili di Mandelstam

In questo schema due particelle entranti con impulso p_{1} e p_{2} interagiscono in qualche modo dando origine a due particelle uscenti con impulso (p_{3} e p_{4}).

In fisica teorica le variabili di Mandelstam sono grandezze fisiche che rappresentano energia, impulso e angoli delle particelle in processi di scattering in un sistema Lorentz-invariante. Vengono usate nel caso di urti elastici tra due particelle.
Le variabili di Mandelstam {\displaystyle s,t,u} sono definite come:
- {\displaystyle s=(p_{1}+p_{2})^{2}=(p_{3}+p_{4})^{2}}
- {\displaystyle t=(p_{1}-p_{3})^{2}=(p_{2}-p_{4})^{2}}
- {\displaystyle u=(p_{1}-p_{4})^{2}=(p_{2}-p_{3})^{2}}

dove p1 e p2 sono i quadri-impulsi delle particelle incidenti mentre p3 e p4 sono i quadri-impulsi delle particelle uscenti.
s rappresenta il quadrato dell'energia nel sistema del centro di massa ( {\displaystyle E^{CM}=M_{inv}c^{2}}, dove {\displaystyle M_{inv}} indica la massa invariante del sistema ) e t il quadrato della quantità di impulso trasferito durante l'urto.

## Diagrammi di Feynman
Le lettere {\displaystyle s,t,u} possono essere anche usate per individuare processi in canale-s, canale-t e canale-u. Questi canali rappresentano differenti tipi di diagrammi di Feynman o differenti processi di scattering quando l'interazione comporta lo scambio di una particella intermedia che possiede un momento {\displaystyle {\sqrt {s}},{\sqrt {t}},{\sqrt {u}}}, 
|          |          |          |
| canale-s | canale-t | canale-u |
Per esempio il canale-s corrisponde ad un processo in cui le particelle 1,2 interagiscono generando una particella intermedia, che infine decade nelle particelle 3 e 4: il canale-s è l'unico modo in cui si possono scoprire risonanze e nuove particelle instabili purché abbiano un tempo di vita sufficiente per essere rivelate. 
Il canale-t rappresenta un processo in cui la particella 1 emette una particella intermedia e diventa la particella 3 dello stato finale, mentre la particelle 2 interagisce con la particella intermedia e diventa 4. Il canale-u è il canale-t nel quale si è scambiato il ruolo delle particelle 3 e 4.

## Limite per alte energie
Nel limite ultrarelativistico la massa può essere trascurata, quindi, ad esempio:
{\displaystyle s=(p_{1}+p_{2})^{2}=p_{1}^{2}+p_{2}^{2}+2p_{1}\cdot p_{2}\approx 2p_{1}\cdot p_{2}}
dal momento che {\displaystyle p_{1}^{2}=m_{1}^{2}} e {\displaystyle p_{2}^{2}=m_{2}^{2}}  (c =1).
In questo limite le variabili possono essere scritte come
{\displaystyle {\begin{aligned}s&\approx 2p_{1}\cdot p_{2}&\approx \quad \!2p_{3}\cdot p_{4}\\t&\approx -2p_{1}\cdot p_{3}&\approx -2p_{2}\cdot p_{4}\\u&\approx -2p_{1}\cdot p_{4}&\approx -2p_{3}\cdot p_{2}\\\end{aligned}}}

## Addizione
Una proprietà di queste variabili è che la loro somma è pari alla somma dei quadrati delle masse delle particelle coinvolte (avendo posto c =1):
{\displaystyle s+t+u=m_{1}^{2}+m_{2}^{2}+m_{3}^{2}+m_{4}^{2}}.
Per la dimostrazione sono necessarie due considerazioni:
- il modulo quadro del quadri-impulso di una particella è il quadrato della sua massa,

{\displaystyle p_{i}^{2}=m_{i}^{2}\qquad \qquad \qquad \qquad \qquad \quad (1)}
- e la conservazione del quadri-impulso,

{\displaystyle p_{1}=-p_{2}+p_{3}+p_{4}\qquad \qquad \qquad (2)}
Si inizia scrivendo le tre variabili come:
{\displaystyle s=(p_{1}+p_{2})^{2}=p_{1}^{2}+p_{2}^{2}+2p_{1}\cdot p_{2}}
{\displaystyle t=(p_{1}-p_{3})^{2}=p_{1}^{2}+p_{3}^{2}-2p_{1}\cdot p_{3}}
{\displaystyle u=(p_{1}-p_{4})^{2}=p_{1}^{2}+p_{4}^{2}-2p_{1}\cdot p_{4}}
usando la (1) si può scrivere:
{\displaystyle s=m_{1}^{2}+m_{2}^{2}+2p_{1}\cdot p_{2}}
{\displaystyle t=m_{1}^{2}+m_{3}^{2}-2p_{1}\cdot p_{3}}
{\displaystyle u=m_{1}^{2}+m_{4}^{2}-2p_{1}\cdot p_{4}}
ora, sommando le tre equazioni si trova:
{\displaystyle {\begin{aligned}s+t+u&=3m_{1}^{2}+m_{2}^{2}+m_{3}^{2}+m_{4}^{2}+2p_{1}\cdot p_{2}-2p_{1}\cdot p_{3}-2p_{1}\cdot p_{4}\\&=m_{1}^{2}+m_{2}^{2}+m_{3}^{2}+m_{4}^{2}+2\left(m_{1}^{2}+p_{1}\cdot p_{2}-p_{1}\cdot p_{3}-p_{1}\cdot p_{4}\right)\\&=m_{1}^{2}+m_{2}^{2}+m_{3}^{2}+m_{4}^{2}+2\left(m_{1}^{2}+p_{1}\cdot \left(p_{2}-p_{3}-p_{4}\right)\right)\\\end{aligned}}}
quindi, in conclusione:
| {\displaystyle s+t+u=c^{2}(m_{1}^{2}+m_{2}^{2}+m_{3}^{2}+m_{4}^{2})} |